# Hockey Club Val Pusteria
L'Hockey Club Val Pusteria, già Hockey Club Brunico, è una squadra di hockey su ghiaccio di Brunico, in Val Pusteria.

## Storia

### Gli esordi
La squadra fu fondata come EV MAK Bruneck nel 1954. Primo presidente sarà Ernst Lüfter, che manterrà la carica per 20 anni. Manterrà solo per alcuni anni questa inusuale denominazione: MAK significa infatti Moto-Auto-Klub, di cui era appunto emanazione. La prima partecipazione dell'HC Bruneck (per gli italofoni, HC Brunico) alla serie B avverrà nel 1966, campionato che vincerà già nelle stagioni 1967-68 e 1968-69. Due vittorie non bastano per il salto in serie A: lo stadio, in realtà, non è altro che uno spiazzo ghiacciato lungo la Rienza, non adatto alla massima serie. Al terzo tentativo, però, il salto riesce: vinto il campionato di B 1971-72, si presenta nel 1972-73 per la prima volta in massima serie. In quello stesso anno nasce il settore giovanile, che raccoglierà molti titoli di categoria.

### L'approdo nella massima serie

La rosa del Brunico per la stagione 1983-84

Dal 1972 e per quasi 30 anni consecutivi i Lupi, come sono soprannominati, restano in serie A. I migliori risultati nei primi 60 anni di storia del club restano il secondo posto della stagione 1981-82 (dietro all'HC Bolzano) ed il terzo in quella 1980-81 (dietro al Gardena campione e al Bolzano secondo). Prima dell'inizio della stagione 2001-02 il Brunico è costretto a rinunciare - per motivi economici - alla serie A. In occasione del "ritorno in purgatorio" avverrà anche di nome, in HC Val Pusteria (in tedesco HC Pustertal). Dopo aver dominato la regular season, viene eliminata dalla squadra di Caldaro in semifinale.
Neppure nella stagione successiva riesce il salto, ma la riforma dei campionati nella stagione 2003-04 le permette il ritorno nella massima serie, difesa poi negli anni successivi. Nel 2008 il nome della società viene ancora cambiato in HC Red Orange Val Pusteria, il nome dello stadio da Lungo Rienza diventa Leitner Solar Arena per ragioni di sponsorizzazione. Nella stagione 2008-09, dopo 28 anni, il Val Pusteria centra le semifinali e l'entusiasmo che si crea attorno alla squadra di Brunico porta a 2.000 unità la media spettatori per partita. Nel 2010 la squadra cambia per l'ennesima volta nome, assumendo il nome di HC Lupi Val Pusteria.

### I primi trofei e le prime finali scudetto
La squadra nella stagione 2010-11 si aggiudica il suo primo trofeo, la coppa Italia e raggiunge, per la prima volta nella sua storia, la finale scudetto, che perde contro l'HC Asiago. L'anno seguente vince la supercoppa contro l'Asiago (giocata in casa), giunge nuovamente in finale scudetto ma perde, contro i favori del pronostico, la finale contro il Bolzano in sole 4 partite.
Nella stagione 2013-14 rivince la coppa di Lega, trofeo che questa volta vince durante i playoff scudetto (stravolti nella formula in questa stagione), mentre due anni prima aveva vinto la coppa in quanto vincitrice della stagione regolare. In questa stagione giunge ancora in finale scudetto, ma viene superato dal Ritten Sport, squadra da cui era stato sconfitto anche nella finale della coppa Italia di quell'anno. I brunicensi giocano così nella stagione successiva la sfida che mette in palio la supercoppa, essendo stati finalisti sia in campionato che in coppa Italia: il trofeo andrà proprio ai gialloneri che la spunteranno però solo a 15 secondi dal termine, vincendo per 4-3 a Collalbo grazie a una rete messa a segno dal canadese Philip-Michaël Devos. Proprio in questa stagione la società giallonera deciderà anche di schierare la squadra U-20 nella nuova serie B.

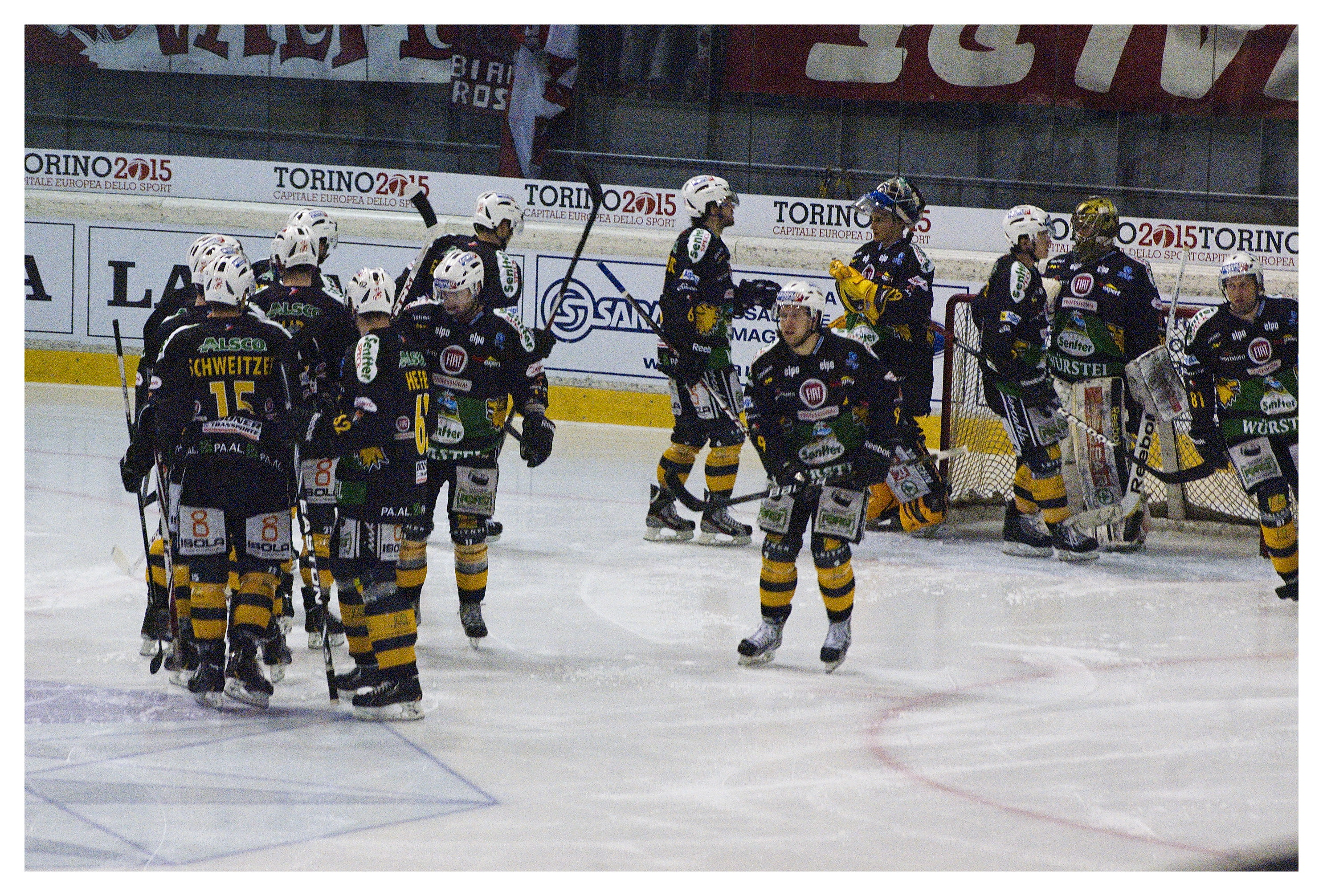
I giocatori del Val Pusteria durante la semifinale di Coppa Italia 2012-13

Nel campionato 2015-16 i lupi gialloneri tornano a giocarsi una nuova finale scudetto ma, ancora una volta, escono sconfitti: si ripropone la sfida di due anni prima coi corregionali del Ritten Sport che anche questa volta superano i brunicensi per 4 gare a 2 nella serie. Stesso epilogo sempre contro il Renon nella finale del 2017-18 (disputata, a partire dalla stagione precedente, con una final four in sede unica): sarà l'ennesima finale persa dai lupi gialloneri, che questa volta escono sconfitti per ben 6-1. Non va meglio l'anno seguente: i brunicensi non riescono a qualificarsi per la finale scudetto, ma dominano il campionato di Alps Hockey League 2018-2019: dopo aver superato i quarti di finale, i lupi gialloneri superano solo all'ultima gara gli sloveni dello Jesenice e in finale trovano i loro connazionali dell'HK Lubiana. Nonostante un vantaggio di 3-1 in una combattutissima serie (avvincente quanto la semifinale), i draghi riescono a rimontare vincendo poi il titolo con la decisiva gara-7 vinta per 3-1 proprio a Brunico.
Nel campionato 2019-20 il Val Pusteria guadagna nuovamente la finale scudetto, centrata superando nelle semifinali playoff il Cortina. In finale i brunicensi si scontrano con l'altra squadra veneta, l'Asiago, che aveva appena messo sotto contratto il tecnico Petri Mattila, esonerato pochi giorni prima proprio dal Val Pusteria. Il Val Pusteria vince gara-1 giocata in casa ma subisce una pesante sconfitta in trasferta. Nella decisiva gara-3, giocata ancora in casa, i lupi gialloneri si devono arrendere ancora una volta ai vicentini, che grazie a un ottimo primo tempo incanalano la partita verso la propria vittoria.

### L'iscrizione in ICE Hockey League
Verso la fine del torneo di Alps Hockey League 2020-2021 che vede il Val Pusteria uscire ai quarti di finale con la squadra rimaneggiata per le assenze legate all'epidemia di COVID-19 (in Serie A i gialloneri sono in testa alla classifica ma escono nelle semifinali), il team annuncia la propria iscrizione per l'anno successivo al più competitivo campionato di ICE Hockey League, abbandonando di fatto anche la disputa della serie A italiana. La squadra brunicense raggiunge nel torneo un'altra italiana, l'HC Bolzano che da qualche anno si era iscritto a tale campionato. 
Contestualmente alla partecipazione al nuovo campionato, la squadra ha lasciato lo Stadio Lungo Rienza, ormai obsoleto e troppo piccolo coi suoi 2.050 posti in piedi, per la nuova Arena Brunico, da 3.100 posti.

## Palaghiaccio
Il Val Pusteria ha disputato fino al 2021 le partite casalinghe presso il palazzetto del ghiaccio di Brunico, denominato "Lungo Rienza" (per la vicinanza al fiume Rienza) o "Rienzstadion" in tedesco, mentre dal 2009 al 2014, grazie ad un accordo di sponsorizzazione, il palazzetto assunse il nome di "Leitner Solar Arena".
L'impianto, che poteva ospitare 2.050 spettatori, era stato costruito nel 1971, ristrutturato vent'anni dopo, nel 1990-1991, e ampliato ulteriormente nel 1996, con la costruzione della tribuna sud.
L'ipotesi di costruire un nuovo impianto più moderno e capiente presso la zona scolastica di Brunico per un importo stimato di 15 milioni di euro risale agli anni 2010; il progetto è stato approvato nel 2018, l'anno successivo sono iniziati i lavori, e la nuova arena, denominata Arena Brunico e capace di 3.100 posti, è stata terminata nel 2021.

## Palmarès
- Coppa Italia: 1

2010-2011
- Supercoppe italiane: 3

2011, 2014, 2016
- Coppe di Lega A1: 2

2011-2012 e 2013-2014
• Alperia Cup: 2
2022 e 2023

## Roster 2025/2026

### Portieri
- 35  Jakob Rabanser
- 80  Edward Pasquale

### Difensori
- 11  Markus Lauridsen
- 24  Jonathon Blum
- 36  Austin Osmanski
- 55  Luca Zanatta
- 59  Daniel Glira
- 77  Gregory Di Tomaso

### Attaccanti
- 10  Cole Bardreau
- 14  Alexander Ierullo
- 16  Alan Lobis
- 18  Nicholas Saracino
- 22  Matthias Mantinger
- 28  Henry Bowlby
- 34  Tommy Purdeller
- 37  Fabian Gschliesser
- 40  Raphael Andergassen
- 42  Rok Tičar
- 45  Austin Rueschhoff
- 46  Ivan Deluca
- 54  Davide Conci
- 67  Mikael Frycklund
- 93  JC Lipon
- 94  Luciano Zandegiacomo Mistrotione

### Allenatore
Jason Jaspers

## Roster delle stagioni precedenti
1955-56 · 
1956-57 · 
1957-58 · 
1958-59 · 
1959-60 · 
1960-61 · 
1961-62 · 
1962-63 · 
1963-64 · 
1964-65 · 
1965-66 · 
1966-67 · 
1967-68 · 
1968-69 · 
1969-70 · 
1970-71 · 
1971-72 · 
1972-73 · 
1973-74 · 
1974-75 · 
1975-76 · 
1976-77 · 
1977-78 · 
1978-79 · 
1979-80 · 
1980-81 · 
1981-82 · 
1982-83 · 
1983-84 · 
1984-85 · 
1985-86 · 
1986-87 · 
1987-88 · 
1988-89 · 
1989-90 · 
1990-91 · 
1991-92 · 
1992-93 · 
1993-94 · 
1994-95 · 
1995-96 · 
1996-97 · 
1997-98 · 
1998-99 · 
1999-00 · 
2000-01 · 
2001-02 · 
2002-03 · 
2003-04 · 
2004-05 · 
2005-06 · 
2006-07 · 
2007-08 · 
2008-09 · 
2009-10 · 
2010-11 · 
2011-12 · 
2012-13 · 

## Giocatori

### Maglie ritirate
N. 4 Martin Crepaz

N. 26 Oskar Degilia

N. 62 Armin Helfer

## Allenatori
- Krzysztof Birula-Białynicki 1978-1979